# 悪役令嬢の中の人
『悪役令嬢の中の人』（あくやくれいじょうのなかのひと）は、まきぶろによる日本のライトノベル。「小説家になろう」にて2020年5月より連載されており、書籍版が一迅社ノベルス（一迅社）より2021年2月から刊行されている。2024年9月時点でシリーズ累計部数は180万部を突破している。
「comic POOL」にて白梅ナズナによるコミカライズが『悪役令嬢の中の人〜断罪された転生者のため嘘つきヒロインに復讐いたします〜』のタイトルで2021年11月より連載され、後に「comic LAKE」に掲載媒体を移している。次にくるマンガ大賞2022 WEBマンガ部門第20位、2023WEBマンガ部門第9位、WEB漫画総選挙特別編第5位、2023年版第3位を受賞した。
コミカライズ最終回を迎えた2025年5月30日に、アニメ化に向けた企画が始動していることが発表された。

## あらすじ
とある乙女ゲームの悪役令嬢・レミリアに転生した現代人のエミは、自身の推しキャラであるレミリアに幸福な人生をもたらすため、レミリアとして研鑽を重ね、その悲劇的な結末を回避するよう努める。一方、自身の体を「乗っ取った」エミの言動を内側から見ることしかできないレミリアは、初めこそエミを恨んでいたが、やがて彼女の性格に惹かれ、陰でずっと応援していた。しかし、乙女ゲームの主人公・ピナ（に転生した現代人女性）の策略によってエミが築き上げてきた努力は打ち砕かれ、ゲームと同じ婚約破棄イベントに直面してしまったエミは絶望して意識を閉ざす。そのとき、本来の悪役令嬢・レミリアの意識が表に出てくる。優しいエミを裏切った者たちすべてに復讐するため、レミリアは原作とは全く違う復讐を実行することを決意するのだった。

## 登場人物

### 王国
レミリア・ローゼ・グラウプナー
本作の主人公。ソーシャルゲーム『星の乙女と救世の騎士』における悪役令嬢。原作では家族から愛されず、婚約者のウィリアルドからも拒絶されたことに絶望して悪魔召喚を敢行、世界を破滅に導く、同作のラスボスだった。
幼少時、高熱を出して意識を失ったことを機に、交通事故で死んだ現実世界の日本人女性エミの魂に憑依される形で肉体の主導権を奪われ、以後は内側から「レミリアとなったエミ」の言動を見続けてきた。事態を把握した時こそ憤っていたが、エミの優しさに触れ、レミリアとして生きるエミの幸せを強く願うようになる。断罪劇によってエミの意識が途絶えたのを機に肉体を取り戻し、ピナを始めエミを裏切った全ての者に対して復讐し、エミの望みだった「レミリアの幸せ」を成就させることを誓う。
ゲームにおけるラスボスであったため、元々の戦闘ステータスが高く設定されている上、物語の展開を変える力を身につけるべくエミが鍛錬に励んでいたため、様々な種類の魔法も扱うことができる。さらに、追放時に実家から運営権を譲渡された廃村寸前の村を短期間で発展させるなど政治的手腕も持つ。性格についてはゲーム通りに悪辣であることを自認しているが、「エミのレミリアならこうするはず」という考えを行動の軸にしているため、対外的な行動は常に善性を伴っており、自身もエミが築き上げてきた「エミのレミリア」としての人物像を最大限に尊重した振る舞いを心掛けているため、本来の悪辣な悪役としてのキャラクターは周囲に全くと言っていいほど気取られていない。
エミ
幼少期のレミリアに憑依する形で転生した日本の女性。本名は小林恵美。両親と姉がいる愛情深い家庭で育ち、大学生の頃に死亡。生前は『星の乙女と救世の騎士』を好んでプレイしておりレミリア推しで、ゲーム本編で救いがないレミリアを幸せにするために奮闘する他、攻略キャラクター達の悩みも早期に解決しようとする優しい性格。しかし、ゲーム通りの展開を望むピナの策略による嫌がらせ行為の捏造で徐々に孤立し、ダメ押しのように仕掛けられた殺人未遂の冤罪で糾弾され、信頼を築けていたと思われた攻略キャラクター達からも見放されたことで絶望し、婚約破棄の場面で意識が断絶。以後は本来のレミリアの人格が表に出ることとなる。
ピナ・ブランシュ
『星の乙女と救世の騎士』における主人公。平民出身だが「星の乙女」としての能力が開花し、レミリアのいる学園に編入する。強大な魔力を有し、他者の能力を高める力を持つとされる。
本作においては転生者であり、ゲームをプレイしていた現代人女性リィナの魂が憑依している。この世界は主人公である自分のための世界だという意識が強く、編入時点で攻略キャラクターから好かれているレミリア（エミ）を強く嫌悪し、ゲーム通りの展開を再現しようと躍起になるものの、前提となる事実構築を怠ったり、王侯貴族の振る舞いや教養に乏しいためうまく行かないことに苛立ちを募らせる。業を煮やした末に課金アイテムを使って攻略キャラクターや学園の生徒達を篭絡し、一方的にレミリアを嵌めて強引に婚約解消に追い込んだ。
自分の思い通りにならなければ気が済まない我がままかつ自己中心的な性格で、独占欲も強い。星の乙女の役割を積極的に果たそうという素振りもなく、立場を傘に着て贅沢三昧して遊び呆け、国に多大な負担を強いている。そのため、ウィリアルドの母である王妃や過去にレミリアと面識のあったスフィア、反ウィリアルド派の家臣達など、彼女の存在を端から嫌悪している者達も多く、課金アイテムは対象の好感度を上げるだけで意識までは操れないため、課金アイテムの効果低下に伴い篭絡された者達ですらも彼女に嫌悪を抱く者が出始めるが、レミリアの先手を打った行動により、そのことに全く気づいていない。
あくまで「ゲームの世界」と思っているため、ヒロインであるだけで無敵のはずで、ゲーム攻略手段を上辺だけなぞっても思い通りにできない状況を「（ゲームの）運営が悪い」と認識している。
推しのキャラクターはアンヘルで、攻略キャラクターで唯一「様」をつけている。
ウィリアルド
『星の乙女と救世の騎士』における攻略キャラクターの一人で、レミリアの当初の婚約者。舞台となる国の第二王子で、将来の王位継承を嘱望されている。ゲームでは最初からレミリアとの仲は冷え切っており、主人公に対する暗殺未遂をきっかけに婚約破棄を行う。
本作ではレミリア（エミ）の努力によって関係自体は改善されてはいたものの、内心では何でも完璧にこなすレミリア（エミ）に対して嫉妬しており、ピナになびく自分に嫉妬するエミにわずかな優越感を感じたことでピナを受け入れ、課金アイテムによって篭絡される。本気で婚約破棄をするつもりはなかったが、レミリアがあっさりと受け入れたことによって計算が狂い、復讐を誓うレミリアの密かな立ち回りにより立場が危うくなっていく。
デイビッド
『星の乙女と救世の騎士』における攻略キャラクターの一人。ゲームでは剣聖である兄・シルベストに対して劣等感を抱いていたが、星の乙女によって魔法剣士の才能を開花させる。
本作では最初、兄とレミリア（エミ）の双方に劣等感を抱いており、エミの真似をして森へ魔物討伐に行った際の危機をエミによって救われた。
ステファン
『星の乙女と救世の騎士』における攻略キャラクターの一人。王宮魔導士長の息子だったが、本人は音楽に興味を見出している。ゲームでは星の乙女の言葉で救われたが、本作ではレミリア（エミ）の言葉で魔術師と音楽家の道を両立させることを目指すようになる。
クロード
『星の乙女と救世の騎士』における攻略キャラクターの一人で、レミリアの義弟。ゲームでは父を夜盗に殺され、グラウプナー家に引き取られるが、父の愛を知らない影のある少年として育つ。本作ではレミリア（エミ）が夜盗を討伐し、父との交流を持つことができた。間もなく父は流行り病で死亡してしまうが、義姉に淡い想いを抱く明るい少年として育った。
終盤の独白や小説版番外編「私達は家族だった」にて、ピナの課金アイテムの効果は他のキャラよりも薄かったが、婚約破棄されたレミリアを自分のものとするため事態を静観していたことが明かされている。
ソーン
王都の裏通りで課金ショップを運営していた魔族の男。ピナの課金アイテムの供給手段を潰すレミリアの策略により、店を畳んで自分の村で商売を始めてはどうかという提案をされる。最初は疑っていたものの、功利ある提案や魔族全体を慮る姿勢を信用し、最終的にレミリアの運営する村の村長代理を務めるまでになる。
小説版では名前がなく、コミカライズに際して名前の付加と詳細なキャラクターの掘り下げがなされた。
スフィア
デイビッドの婚約者で騎士を目指していた女性。レミリアの断罪劇に疑問を感じ、独自に調べた上でレミリアの無実を確信、さらに彼女の人間性に惹かれたため、貴族籍を抜けて婚約も破棄した上でレミリアの側近として自ら雇用を申し出て受け入れられる。実直な性格で、レミリアがピナによって受けた屈辱を晴らしてあげたいと心から思っている。
小説版ではレミリアとは断罪劇の前の時点でレミリアとの面識はなかったが、コミカライズ版では生徒会での交流を通じてレミリアと交友関係を築いており、そのことが断罪劇に対する疑問を抱くきっかけとして描写されている。
魔国ではレミリアの指示で魔国の立て直しやレミリアの作戦に有効な物産などをクリムトと共に魔国を探索・調査する。
エルハーシャ
舞台となる国の第一王子。ウィリアルドの年の離れた庶兄。小説版では表向きは王と踊り子の間の出生だが、実は魔力の高い身寄りのない平民の間から計画的に生まれた。コミカライズ版では母親は側室であった魔族の女性。王妃を養母として育つ。ゲームでは王位に興味や欲望を見せない遊び人の端役キャラだった。
王妃によって愛情深く養育されたために王妃を崇敬しており、彼女の実子であるウィリアルドとの継承争いを避けるために側近たちと享楽的に振る舞っていたが、ピナと彼女に籠絡されたウィリアルドによって国政が歪む状況をみて、水面下でレミリアに接触して表舞台に進出し政治面で功績を上げていく。特に実母が魔族であることを公にし、レミリアの推し進める王国と魔国との交流において宮廷側の主導者となる。
特にコミカライズでクローズアップされたキャラだが、小説版でも番外編で掘り下げられている。
シルベスト
王国の貴族で剣聖。デイビッドの兄。小説における本人の詳細は番外編でのみ描かれるが、コミカライズでは本編でも活躍している。
エルハーシャの側近で遊び仲間だったが、他の側近と共にいざという際にはエルハーシャを立てるための意欲も持っており、どこまでもエルハーシャの真意に添う覚悟もできている。
ドレリアス伯爵夫人
王国でのレミリアの協力者。コミカライズ登場キャラ。
元はソーンの店の美容用品の愛用者で、邪神討伐後のレミリアの魔国との交易の先駆けとして、王国における魔国産の魔道具や魔用品の流通・浸透に一役買う。
ロレーヌ子爵
王国でのレミリアの協力者。コミカライズ登場キャラ。
芸術パトロンとして有名な貴族で、邪神討伐後のレミリアの魔国と王国の交流作の前準備として、王国の人々の魔族への心理的障壁を低くするため、魔国の悲劇的な歴史や「魔王アンヘル」と「浄化の乙女」の邪神討伐を題材にしたミュージカル舞台を手掛け、大ヒット大人気演目とする。
「美」に対しては偏見なく魔族でも受け入れる。人生を満喫して謳歌する姿勢でおり、他人が危機に感じる状況でさえ楽しんでしまえる強心臓の持ち主。

### 魔国
アンヘル
『星の乙女と救世の騎士』における攻略キャラクターの一人で、魔国の王。原作では瘴気による狂化の影響で弟・クリムトを殺した後、レミリアによって悪魔召喚され、狂化が起こらないという人間界の領土を目的に侵略を始めるボスキャラクターでもあった。
本作では、狂化前にレミリアと協力して瘴気の元凶であった邪神を討伐したため弟も健在である。その上で魔国と人間界の交易を盛んにし、魔族の地位向上に多大な貢献をしたレミリアに対して深い恩情と愛情を持つようになる。
魔族であるが故の高い戦闘ステータスと、嘘を見抜く天眼の能力を持っている。
クリムト
魔国の王族でアンヘルの弟。アンヘルが狂化に陥った際の人身御供としての役割があり、それを覚悟して側にいた。
ミザリー
魔国の王族でアンヘルの妹。転移魔法を使えるが自分より魔力の低い者にしか使えないため、主に魔族の子ども達を瘴気による狂化から逃すために他国に転移させる役目を担っていた。

### 他国
サラ
ドワーフの国の王女。レミリアと仲の良い友だち。
レミリアとしてはプシュークに手短に近づくために計画的に交流を仕掛けるが、同じ剣を扱う女性として真に気の合う友だちとなる。
レミリアの邪神討伐後も公私に渡り相互協力し続け、親交を深めていく。
プシューク
火の神を祀る、鍛冶の国であるドワーフ国の姫巫女。サラの姉。火の神降ろしをした状態で自らも鍛冶の腕をふるう。
謁見したレミリアの覚悟を気に入り、邪神討伐のための聖鎧制作を引き受ける。

## 既刊一覧

### 小説
- まきぶろ（著）・紫真依（イラスト） 『悪役令嬢の中の人』 一迅社〈一迅社ノベルス〉、既刊2巻（2024年2月2日現在）
  1. 2021年2月2日発売[10]、ISBN 978-4-7580-9337-8
  2. 2024年2月2日発売[11]、ISBN 978-4-7580-9588-4

### 漫画
- まきぶろ（原作）・紫真依（キャラクターデザイン）・白梅ナズナ（作画） 『悪役令嬢の中の人〜断罪された転生者のため嘘つきヒロインに復讐いたします〜』 一迅社、全6巻
  1. 2022年4月25日発売[12]、ISBN 978-4-7580-2386-3
  2. 2022年10月25日発売[13]、ISBN 978-4-7580-2459-4
  3. 2023年5月25日発売[14]、ISBN 978-4-7580-2536-2
  4. 2024年2月24日発売[15]、ISBN 978-4-7580-2655-0
  5. 2024年11月25日発売[16]、ISBN 978-4-7580-2804-2
  6. 2025年6月25日発売[17]ISBN 978-4-7580-2924-7

## 外部サイト
- 悪役令嬢の中の人 - 小説家になろう
- 悪役令嬢の中の人〜断罪された転生者のため嘘つきヒロインに復讐いたします〜 - pixivコミック